# Valbona
Valbona (en xurro, Valbona; en castellà i oficialment, Valbona) és un municipi de l'Aragó, situat a la província de Terol i enquadrat a la comarca de Gúdar-Javalambre.